# Bjärehalvön

Bjärehalvön markerad i nordvästra Skåne.

Bjärehalvön är en halvö som ligger i nordvästra Skåne, mellan Laholmsbukten och Skälderviken. Största delen av Bjärehalvön tillhör Båstads kommun men sydligaste delen tillhör Ängelholms kommun. Tack vare halvöns gynnsamma klimat odlas 75% av Sveriges färskpotatis (nypotatis) här och det är vanligt att Sveriges första nypotatis kommer från just Bjärehalvön. En del av Hallandsåsen ligger på Bjärehalvön. Längst i nordväst ligger det klippiga området Hovs hallar.

## Socknar
- Barkåkra
- Båstad
- Förslöv
- Grevie
- Hov
- Hjärnarp
- Rebbelberga
- Torekov
- Västra Karup

## Orter på Bjärehalvön
- Boarp
- Båstad
- Förslöv
- Glimminge
- Glimminge plantering
- Grevie
- Hallavara
- Hov
- Kattvik
- Killebäckstorp
- Kvinnaböske
- Lervik
- Magnarp
- Magnarps strand
- Mäsinge
- Påarp på Bjärehalvön
- Ranarp
- Rammsjö
- Rammsjöstrand
- Salomonhög är en liten by på en höjd mellan Grevie och Västra Karup.
- Segelstorp
- Skepparkroken
- Slättaröd
- Stora Hult
- Storahults strand
- Södra Karstorp
- Torekov
- Vasalt
- Vejby
- Vejbyslätt
- Vejbystrand
- Venedike
- Västra Karup
- Ängelsbäck
- Ängelsbäcksstrand-Segeltorpsstrand
- Ängalag
- Öllöv
- Östra Karup

## Golfbanor
Golf är en stor sommaraktivitet på Bjärehalvön. Här finns en mängd golfbanor belägna:
- Bjäre GK
- Båstad GK
- Sönnertorps GK
- Torekovs GK
- Åkagårdens GK
- Äppelgårdens GK